# هیز تراول
هیز تراول لیمیتد یک آژانس مسافرتی زنجیره ای مستقل است که مقر آن در ساندرلند، انگلیس است. هیز تراول در حال حاضر بزرگترین آژانس مسافرتی مستقل در بریتانیا است. به عنوان یک آژانس مستقل، هیز تراول از دیگر اپراتورهای تور مانند Jet2holidays و گروه تی یو آی برای فروش تعطیلات به مشتریان استفاده می‌کند.

## تاریخچه
هیز تراول در سال ۱۹۸۰ توسط جان هیز در سیهام، دورام، در یک مغازه خرده فروشی کوچک در پشت فروشگاه لباس مادر خود تأسیس شد. تا سال ۱۹۸۲، هیز دومین فروشگاه خود را در ساندرلند، جایی که دفتر مرکزی کنونی این شرکت در آن واقع شده، افتتاح کرد. سومین فروشگاه هم در سال ۱۹۸۴ افتتاح شد و به دنبال آن در دهه ۱۹۹۰ رشد گسترده‌تری داشت.
گردش مالی هیر تراول در سال ۲۰۱۸ به بیش از ۱ میلیارد پوند رسید.
در ۹ اکتبر سال ۲۰۱۹ اعلام شد که هیز تراول قصد دارد کلیه فروشگاه‌های خرده فروشی شرکت توماس کوک را که ماه پیش از آن ورشکسته اعلام شد و قرار بود تعطیل شوند، خریداری کند. این شرکت در نظر دارد بیش از ۵۵۰ دفتر را در سراسر انگلستان در اختیار بگیرد، که با این حساب تقریباً تعداد فروشگاه‌های موجود را سه برابر کرده و نیروی کار آنها را دو برابر می‌کند.